# مخزن سد پاونکولا
مخزن سد پاونکولا (استونیایی: Paunküla Reservoir) یک مخزن سد روی رود پیریتا است که در دهستان کوسه، شهرستان هاریو، استونی قرار دارد. این دریاچه که بخشی از سیستم تأمین آب تالین محسوب می‌شود ۴۲۰ هکتار مساحت و ۱۰٬۱۰۰ متر مکعب حجم ذخیره شده دارد.

## نگارخانه

عکس هایی از بازسازی سال ۱۹۷۹
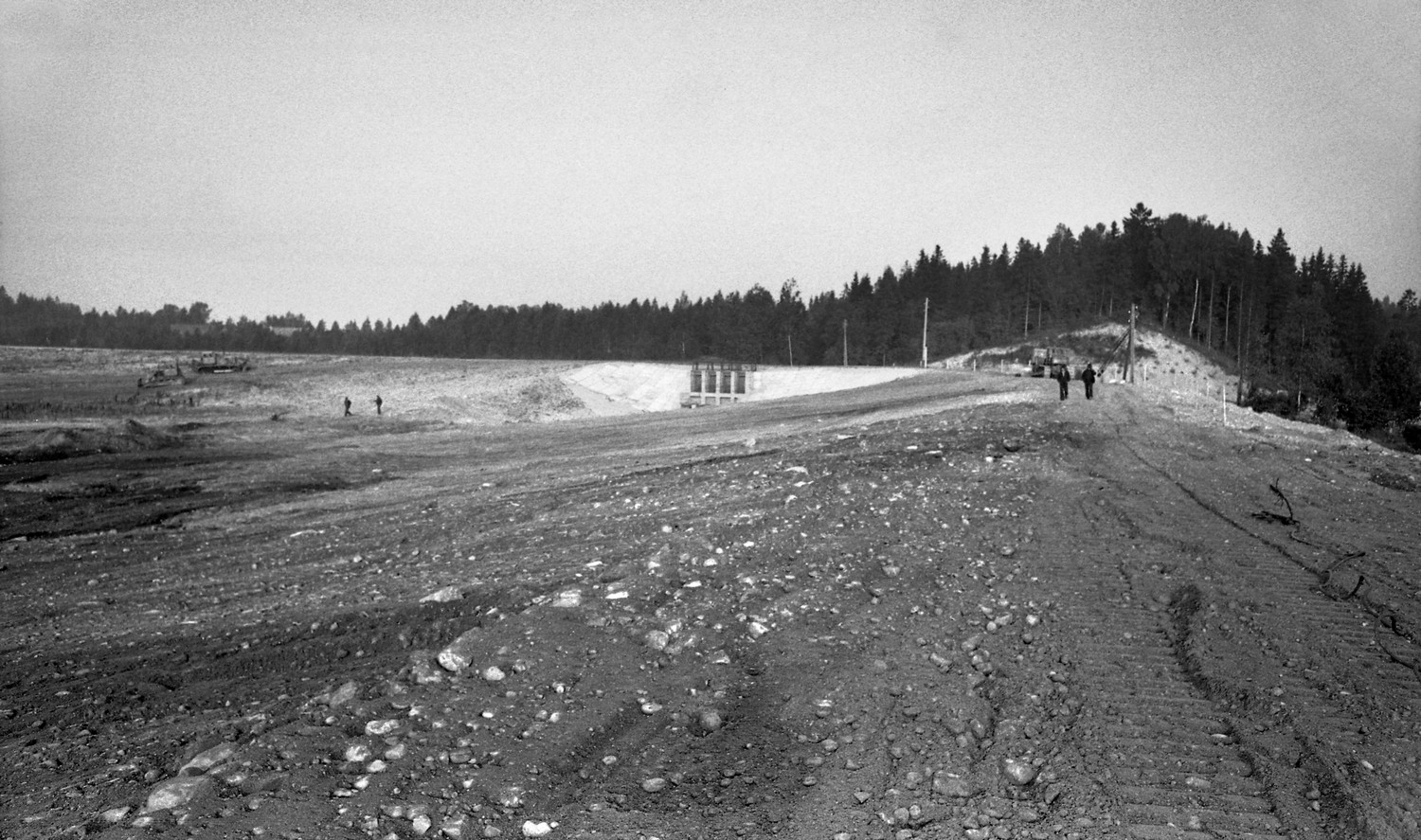
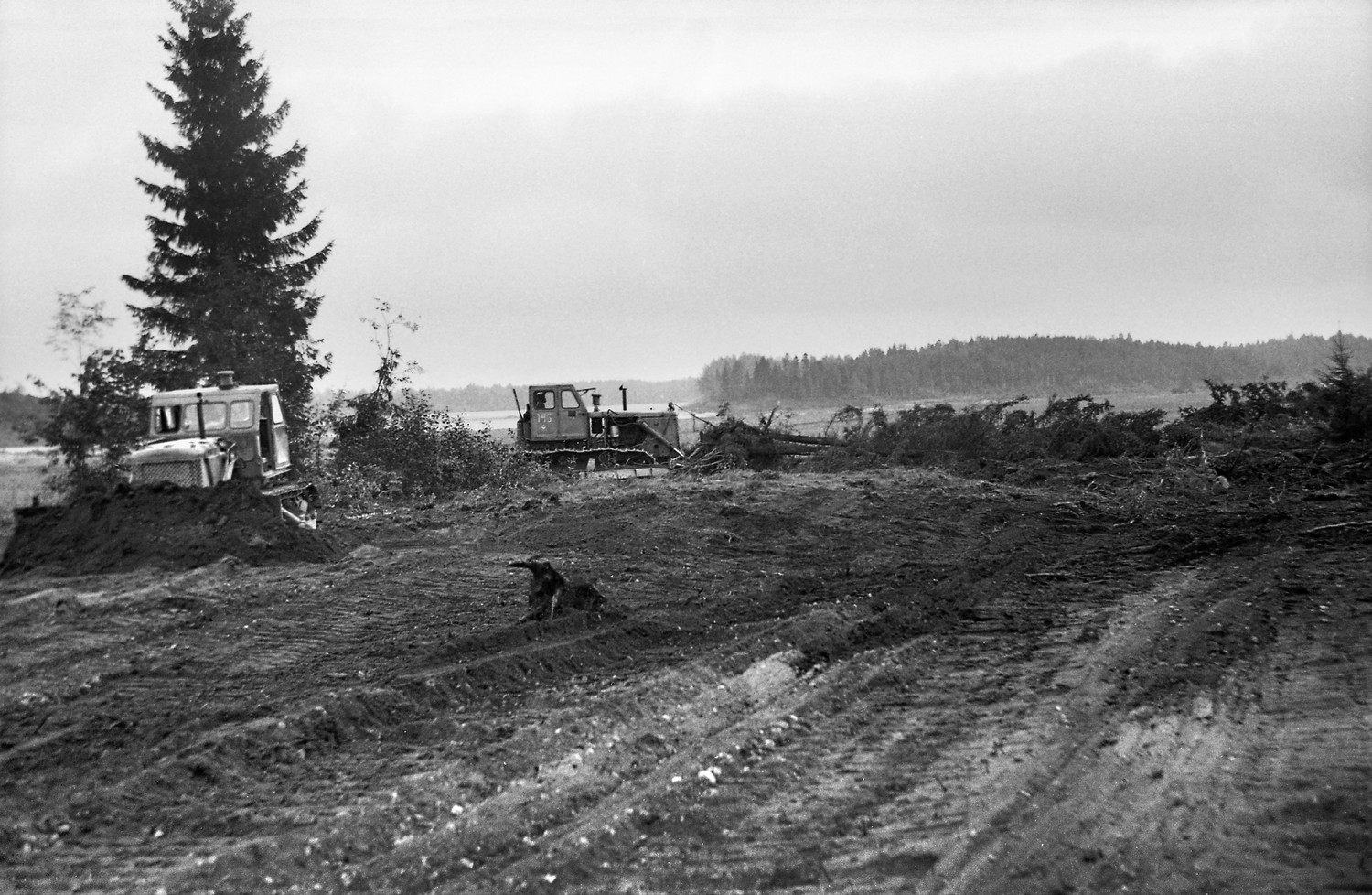
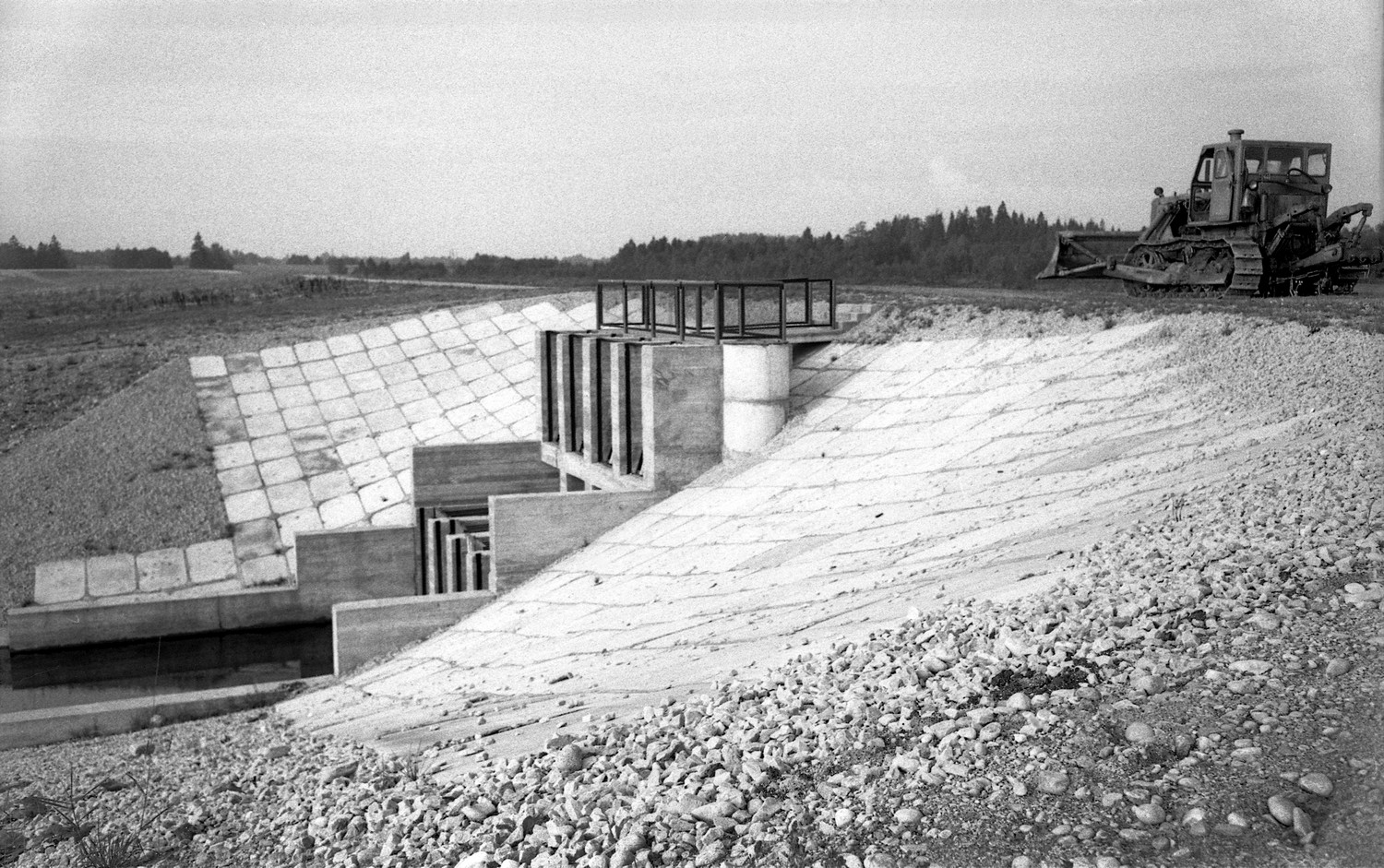
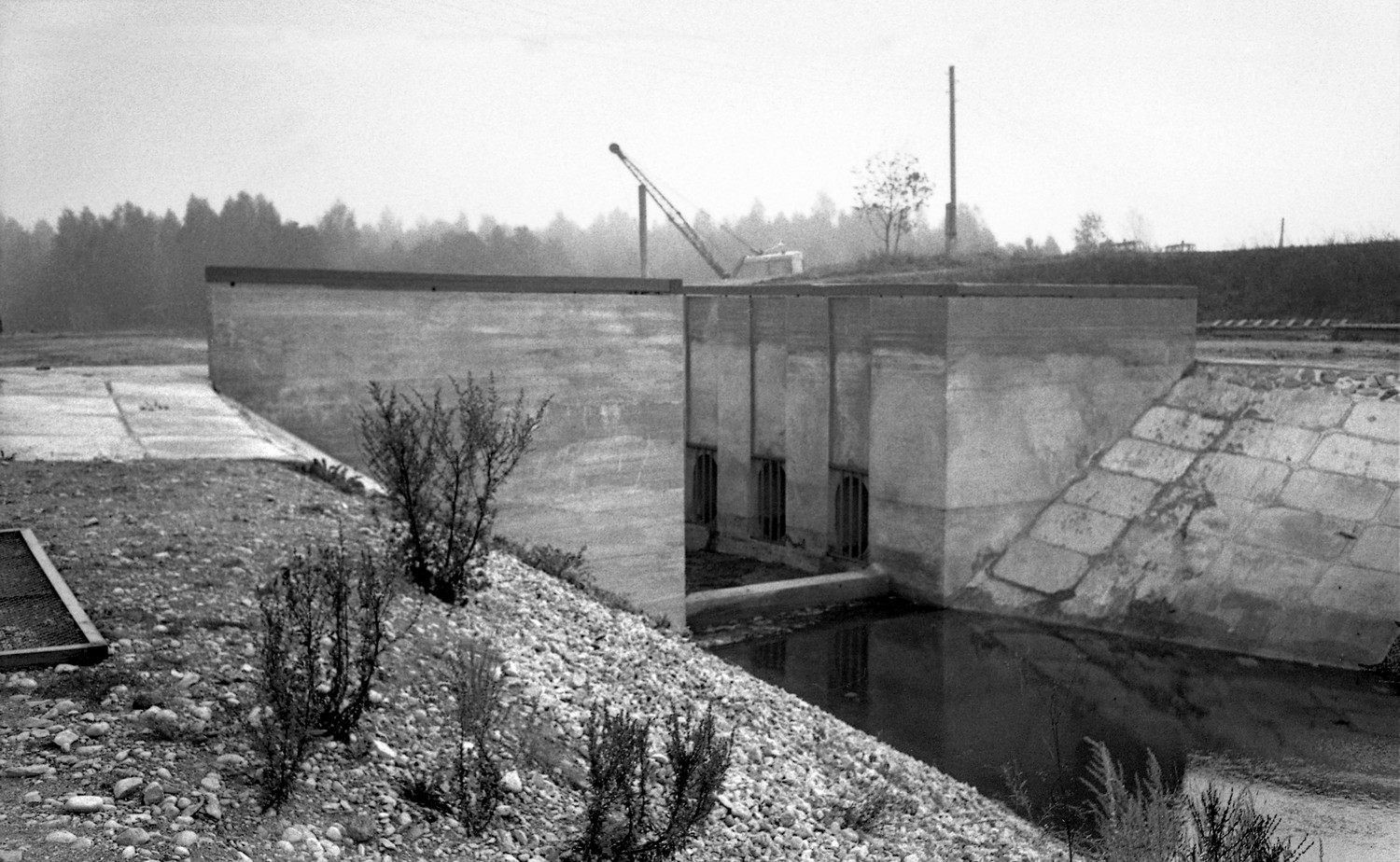
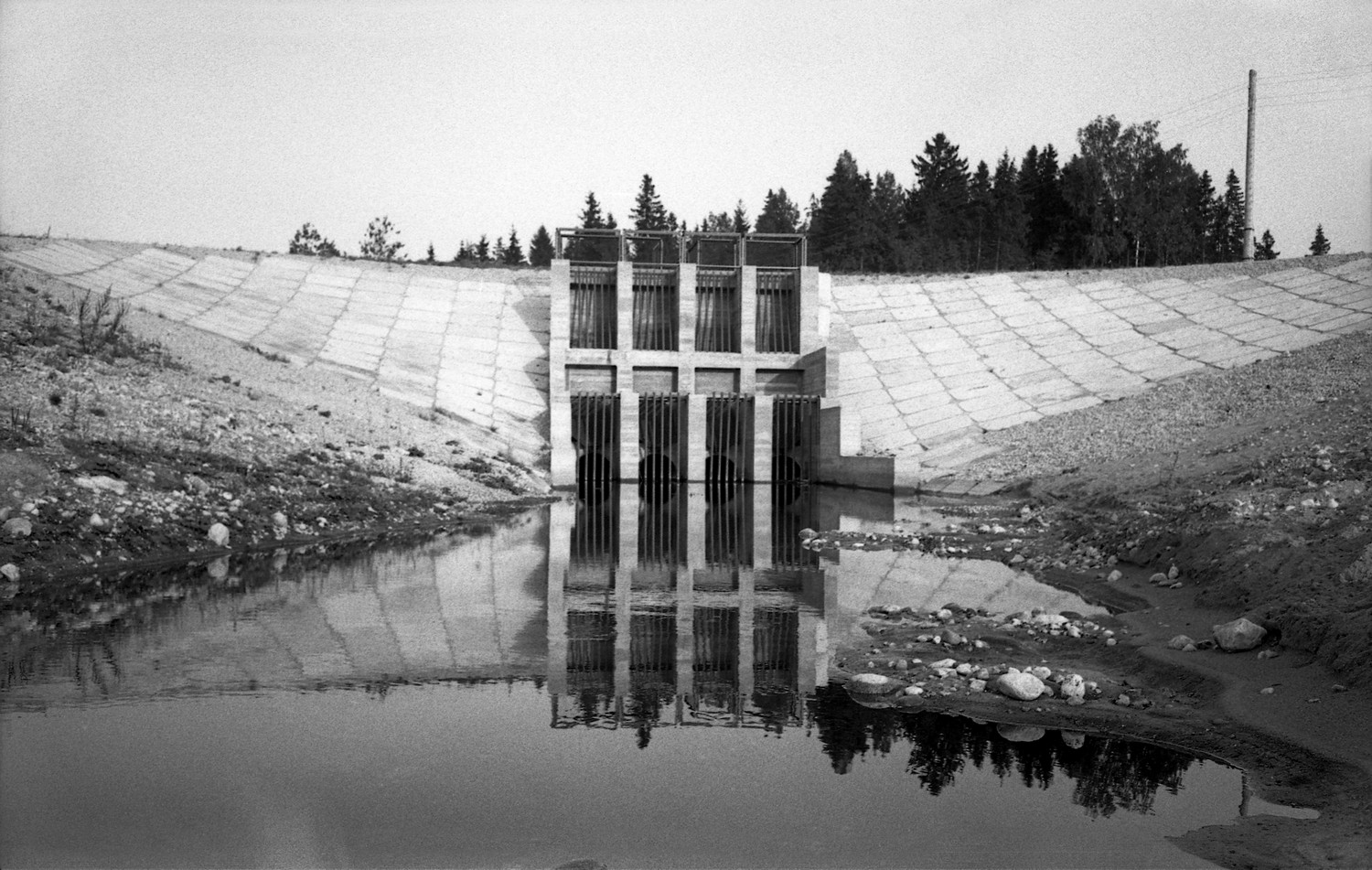